# Línea 148 (Buenos Aires)
La línea 148 es una línea de colectivos administrada por El Nuevo Halcón S.A., desde el año 1998, que opera bajo el nombre de El Nuevo Halcón. Conecta la Plaza Constitución ubicado en la ciudad de Buenos Aires con Quilmes, Florencio Varela, Y  San Francisco Solano .
La terminal principal está ubicada en Av. 12 de Octubre y Gral. Mosconi, en la localidad de Quilmes Oeste.

## Historia

### El Halcón
La fundación de la línea ocurre en el año 1943 como una sociedad de responsabilidad limitada (SRL). Su primer garaje se ubicaba en Av. Dardo Rocha y Don Bosco, localidad de Bernal Oeste, donde actualmente funciona un supermercado Coto. En los primeros años los servicios llegaban hasta el Puente Pueyrredón, en el límite con la ciudad de Buenos Aires, y luego se extendieron hasta Plaza Constitución, convirtiéndose así en una línea de carácter nacional. En la década de 1960 consigue varios lotes frente a la ex-estación San Francisco Solano del Ferrocarril Provincial de Buenos Aires.
En 1981, se anunciaban servicios diferenciales entre Florencio Varela y Constitución, con frecuencia de 30 minutos y aire acondicionado. Al año siguiente, Eduardo Ricardo Pérez, quien ejercía en la empresa, asume la presidencia del Club Social y Deportivo Defensa y Justicia en su ascenso a la Primera C. En esta vinculación, dicho club cambió los colores de su camiseta a verde y amarillo, y pasó a ser conocido como El Halcón de Varela.
Para el año 1995, se declara en quiebra ante la imposibilidad de renovar sus unidades, que en su mayoría superaban los 10 años de antigüedad y no cumplían con las normas de seguridad requeridas. Al mismo tiempo, proliferaron líneas "truchas" como la Cooperativa El Nuevo Alpino, con un recorrido similar al del Ramal C.

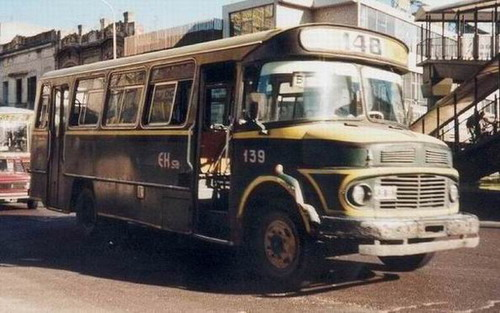
Ex-interno 139 en la década de 1980

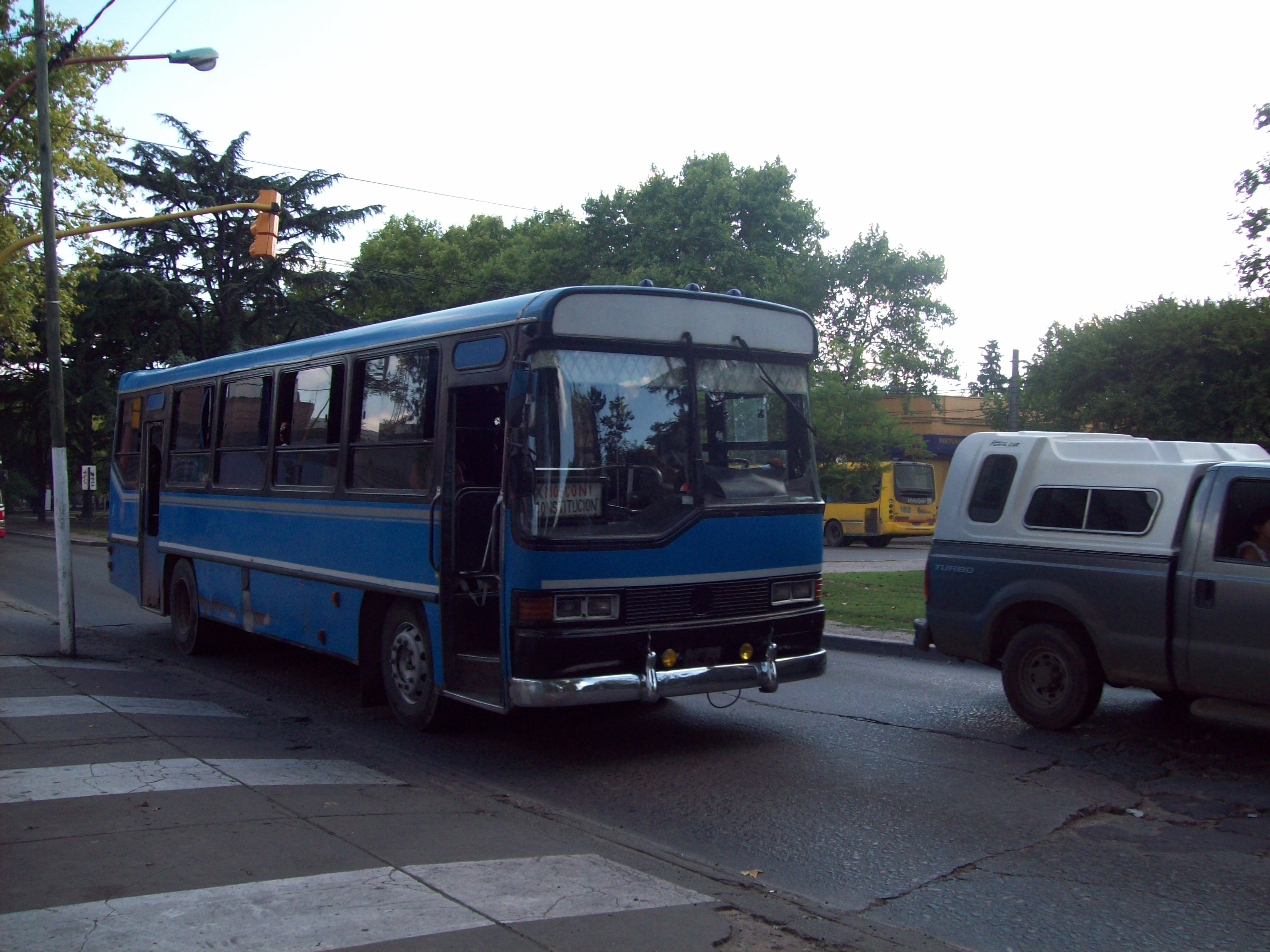
Colectivo de El Trucho circulando por la Avenida San Martín

### El Nuevo Halcón
Ante la caída de El Halcón, en julio de 1998 un conjunto de empresas se encargaron de cubrir los servicios. Entre las mismas se encontraban Microómnibus Quilmes (línea 159), Microómnibus Sur (línea 160) y Expreso Villa Galicia (línea 266). La línea comunal 580, que también formaba parte de El Halcón, pasó a ser operada unos años más tarde por Expreso Villa Nueva, que también explota el piso de la línea 582.
A pesar de la incorporación de nuevas unidades, la frecuencia es insuficiente para la alta demanda de la zona y los servicios diferenciales se discontinuaron. Uno de los principales problemas es que el 148 se trata de la única línea de colectivo directa entre La Capilla y la Capital Federal.
En el año 2017, adquirió nuevos coches y cambió su color tradicional "verde y amarillo" a un nuevo "blanco y amarillo". Anteriormente, ante la falta de micros, la propietaria Microómnibus Quilmes utilizaba unidades de la línea 159 y les pintaba el frente de amarillo de modo que los usuarios los diferenciaran.

## Recorridos

### Ramal B - Barrio El Jalón
Llega hasta el límite entre las localidades de Ezpeleta Oeste y Berazategui Oeste, donde posee una terminal del lado berazateguense. Parte del recorrido es compartido con la Línea 580.
- Ida: recorrido troncal, Avenida Dardo Rocha, Avenida La Plata, Albert Einstein, Av. Oscar Smith, Lisandro de la Torre, Panamá, Estanislao del Campo, Florida, Casares, Av. Florencio Varela hasta Calle 116.

- Regreso por las mismas calles.

### Ramal C - La Capilla
Existe un ramal por Senzabello y otro por Yrigoyen, ambas avenidas transitadas entre Calchaquí y San Martín. También existe un fraccionamiento hasta Estación Florencio Varela, al Cementerio de Florencio Varela (ubicado en la calle Cjal. Pisani) y al barrio El Alpino. En el regreso, hay servicios fraccionados al Cruce Varela.
- Ida: recorrido troncal, Metrobús Calchaquí, Ruta Provincial 36, Senzabello, Diag. Gral. Martín de Güemes, Metrobús Florencio Varela, Avenida San Martín, Sallarés, Alberdi, Perón, España, Mitre, Av. San Martín, Avenida Eva Perón hasta calle 1648.

- Vuelta: desde calle 1648 y Avenida Eva Perón, por ésta, Lavalle, Gral. Paz, Vicente López y Planes, Entre Ríos, Pringles, Perón, Avenida San Martín, Metrobús Florencio Varela, Solís, Diag. Gral. Martín de Güemes, su ruta.

### Ramal E - Solano x 844
Llega hasta la ex-estación San Francisco Solano.
- Ida: recorrido troncal, Metrobús Calchaquí, Av. Los Quilmes, Avenida Calchaquí, Av. 12 de Octubre, Camino General Belgrano, José Andrés López (844) hasta Ferrocarril Provincial.

- Vuelta: desde Calle 842 y Ferrocarril Provincial, por ésta, Manuel Palanca (845), Eva Perón (892), José Andrés López (844), continuando por las mismas calles a Constitución.

### Ramal F - Solano x Monteverde
- Ida: recorrido troncal, Metrobús Calchaquí, Craviotto, Camino General Belgrano, Av. Monteverde (Ruta Provincial 4), Hudson (893), Calle 850, Ferrocarril Provincial hasta José Andrés López (844).

- Vuelta: desde Calle 842 y Ferrocarril Provincial, por ésta, Pascual (847), Av. Lirio, Av. Monteverde, siguiendo por las mismas calles.

### Ramal H - Villa del Plata
Llega hasta el barrio Villa del Plata, en la localidad de Florencio Varela.
- Ida: recorrido troncal hasta Av. Mitre y Salcedo, por ésta, Almirante Solier, Cnel. Lynch, Miguel Ángel Mauriño, Zapiola, Calle 164, Avenida General Mosconi, Carlos Pellegrini, José Barton, Av. 12 de Octubre, Av. Gral. Mosconi, Metrobús Florencio Varela, Avenida San Martín, Sallarés, Grinstein, Aristóbulo del Valle, Chubut, Florentino Ameghino, Neuquén, Beruti, Subteniente Abraham hasta Ruta Provincial 36.

## Estadísticas

### Pasajeros
Fuente: Ministerio de Transporte.
| Año  | Total de pasajeros | Pasajeros por día | Variación |
| ---- | ------------------ | ----------------- | --------- |
| 2016 | 23.857.489         | 65.184            | 0,00%     |
| 2017 | 16.922.619         | 46.363            | 29.1%     |
| 2018 | 26.538.744         | 72.708            | 56.8%     |
| 2019 | 14.575.935         | 39.934            | 45.1%     |

## Incidencias
- Abril de 2019: un motociclista impacta contra un colectivo de la línea en el Camino Gral. Belgrano.[16]

- Noviembre de 2021: un interno de la línea se incendió en la Av. Mosconi. No hubo heridos.[17]